# Historia de la Unión Deportiva Las Palmas
La Unión Deportiva Las Palmas es un club de fútbol de la ciudad española de Las Palmas de Gran Canaria, Islas Canarias.

## Historia del club

### Antecedentes (1905-1949)
Los precedentes de la Unión Deportiva Las Palmas
El origen de la Unión Deportiva Las Palmas tiene sus antecedentes en cinco clubes de la ciudad de Las Palmas de Gran Canaria que disputaron competiciones regionales durante la primera mitad del siglo XX: El Club Deportivo Gran Canaria, Atlético Club, Arenas Club, Marino Fútbol Club y Real Club Victoria.
El nacimiento de los dos principales clubes de football de la ciudad aconteció en la primera década del siglo XX. El Marino Fútbol Club fue una asociación deportiva y cultural fundada en 1905, mientras que el Real Club Victoria (denominado originalmente como "Sporting Club Victoria") fue fundado oficialmente en 1914, aunque su nacimiento tuvo lugar en 1910. También destacaron en el fútbol insular el Club Deportivo Gran Canaria, el Arenas Club y el Atlético Club, entre otros clubes de la ciudad.
Los distintos clubes de fútbol de Gran Canaria no tenían acceso a las competiciones nacionales, por lo que competían entre ellos en diferentes competiciones insulares y regionales. Aunque el primer campeonato nacional de clubes fue en 1928, los futbolistas isleños no pudieron competir hasta la mitad del siglo XX.
El primer campo de fútbol emblemático de la ciudad en la primera mitad del siglo XX fue el Estadio Campo de España, que con el tiempo se convirtió en un canódromo. A su cierre, el Estadio Pepe Conçalvez, propiedad de la Junta de Obras del Puerto de la Luz y que había sido construido por los socios y aficionados del Real Club Victoria, pasó a ser el escenario de referencia para los enfrentamientos entre los principales clubes de la ciudad. La rivalidad con el Marino Fútbol Club, incómodo con la vinculación de este estadio con su gran rival, llevó a este club a gestar la idea de construir sus propias instalaciones deportivas. Con la llegada del empresario Eufemiano Fuentes Díaz a la presidencia del Marino Fútbol Club se dieron los pasos definitivos para la construcción del Estadio de Las Palmas, que popularmente también fue conocido como el "campo del Marino". El futuro Estadio Insular fue construido por Alfredo Farray bajo la firma del arquitecto Fernando Delgado en tan solo 7 meses, y contó un aforo inicial de 8.000 personas. En la época se estimó que el coste total ascendió a los dos millones y medio de pesetas.
El estadio fue inaugurado el 25 de diciembre de 1944 y contó con un acto religioso inicial al mediodía, a cargo del Arcediano de Canarias Pedro López Cabeza. Una hora más tarde se ofrecería un vino a las autoridades y personalidades presentes, y a las cuatro de la tarde una selección de la ciudad (con camiseta blanca y pantalón azul) se enfrentarían a la una selección del puerto (con camiseta roja y pantalón blanco). Por parte de la ciudad jugaron Cristóbal, Victoriero, Naranjo, Jerónimo, Campos, Méndez, Pinilla, Polo, Oramas, Molowny y Cabrera. Por parte del puerto jugaron Hernández, Cástulo, Pérez, Mentado, Medina, López, Pacuco, Tomás, Jorge, Gallardo y Oramas. Fueron entrenados por Jesús Navarro y Nicolás Martinón respectivamente.
Polo marcó a los 3 minutos el primero gol para el combinado capitalino, que en la segunda parte volvería a marcar por obra de Oramas. En los últimos minutos Cordero (que había entrado en el descanso) recortó distancias. El partido finalizó con un 2-1.

### Fundación
Los impulsores de la fusión
En el año 1949 comenzaría un proceso de fusión para formar una nueva institución deportiva. En un principio solo el Club Deportivo Gran Canaria, el Atlético Club y el Arenas Club se mostraron dispuestos. Posteriormente se incorporaron a la fusión el Marino Fútbol Club y finalmente el Real Club Victoria.
Las razones para la fusión fueron varias. Una de ellas fue la posibilidad de crear un equipo que permitiera que los jugadores canarios no tuvieran que emigrar hacia la península, dado que, hasta 1949, el fútbol insular no tenía acceso a los campeonatos nacionales. Un ejemplo es el de Luis Molowny, jugador del Marino Fútbol Club, que fue fichado por el Real Madrid en 1946, en puja con el F. C. Barcelona. Otra de las razones fue dar más argumentos a la Federación Regional en la negociación con las autoridades balompédicas peninsulares para su inclusión en las competiciones nacionales organizadas por la Federación Española de Fútbol, hecho que se produjo el 6 de junio de 1949.
La idea original de fusión vino de la mano de Rodríguez Monroy, un federativo regional, que junto al presidente Adolfo Miranda Ortega presentaron una moción para proponer la fusión de los 5 equipos que componían la máxima competición regional el 4 de febrero de 1949.

En la ciudad de Las Palmas de Gran Canaria, a cuatro de abril de mil novecientos cuarenta y nueve, siendo sus diecinueve horas, se reúne, en el domicilio social de la Federación de Fútbol, la ponencia constituida para estudiar la fusión de los cinco club que integran el censo de la primera categoría regional, bajo la presidencia de Don Adolfo Mirando Ortega y con asistencia de los señores don Manuel Rodríguez Monroy, por la Regional; don Alberto García Sastre, por el "Real Club Victoria"; don Francisco Naranjo Hermosillas, por el "Marino C.F."; don Vicente Di Napoli Battone, por el "Atlético Club"; don Luis González Vera, por el "Arenas Club", y don José Jiménez Sánchez, por el "C.D. Gran Canaria", actuando de secretario el que suscribe.

Abierta la sesión es leída y aprobada por unanimidad el acta de la anterior.
Por secretaria se procede a la lectura del escrito elevado por nuestra presidencia a la Real Federación Española de Fútbol, según acuerdo recaudo en sesión anterior, solicitando de dicha superioridad la inclusión de Canarias en la Segunda División de la Liga Nacional, escrito que merece el más destacado elogio de esta ponencia por los grandes razonamientos que lo fundamentan, acordándose, finalmente, por unanimidad, expresar a su redactor, nuestro estimado presidente, don Adolfo Miranda Ortega, así como a su colaborador, don Manuel Rodríguez Monroy, la felicitación más calurosa y sincera.
Últimamente, se cambian impresiones sobre las normas dictadas por la nacional sobre la "Nueva organización jurídica y económica de los clubes e categoría Nacional", las cuales nos servirían de base para llevar a la práctica como reglamentariamente corresponda en dicho aspecto la constitución del club fusionado.

Y no habiendo más asuntos de que tratar, se levanto la sesión a las veintitrés horas del día de la fecha; de lo que, como secretario, certifico.
Federación Regional de Las Palmas.

El 28 de abril el presidente de la Federación Regional convoca a los representantes de los cinco clubes en la sede federativa, situada en la Calle Doctor Domingo Déniz (cercana a la Alameda de Colón). Desde el principio, la precaria situación de los clubes más modestos (Club Deportivo Gran Canaria, Atlético Club y Arenas Club) les incitó a defender la propuesta de fusión, frente a los representantes del Marino Fútbol Club y el Real Club Victoria, que se mostraron mucho más indecisos al tener que renunciar a un pasado y unos colores arraigados en la sociedad.
El 16 de agosto de 1949 se reuniría la ponencia, donde don Adolfo Miranda Ortega informaría de la negativa del Marino Fútbol Club y el Real Club Victoria de otorgar un préstamo inicial para sufragar los gastos de fundación del nuevo equipo, así como la ausencia de respuesta en las peticiones a las corporaciones y autoridades locales. El Sr. Rodríguez Monroy propuso entonces la convocatoria de una asamblea magna, compuesta por directivos de los clubes implicados, autoridades locales y personas relevantes de la sociedad. Los temas propuestos para dicha asamblea serían la exposición de la labor desarrollada por la ponencia de fusión, sugerencias, constitución del nuevo equipo y nombramiento de sus primeros directivos.
Otro de los objetivos de la ponencia fue buscar un campo de juego para el futuro nuevo club, y se pensó en la compra del Estadio de Las Palmas, opción que fue desechada por el consejo de administración del mismo. Finalmente, y tras la mediación de Eufemiano Fuentes Díaz, se llegó a un acuerdo para el arrendamiento del campo por 110.000 pesetas de la época al año.
La "Asamblea Magna" y la fundación del club
La denominada "Asamblea Magna" tuvo lugar el 22 de agosto de 1949, en la sede del Real Club Náutico, histórica reunión donde se fundó la Unión Deportiva Las Palmas. La comisión gestora que nació de dicha reunión fue la siguiente: José del Río Amor (Presidente), Manuel Rodríguez Monroy (Vicepresidente Primero), Eufemiano Fuentes Díaz (Vicepresidente Segundo), Aurelio Montenegro Riobo (Vicepresidente Tercero), Luis González Vera (Secretario), Alberto García Sastre (Vicesecretario), Francisco Naranjo Hermosilla (Tesorero), José Jiménez Sánchez (Contador), Simón Doreste Estruch (vocal del Marino C.F.), Juan Trujillo Febles, Víctor Santana Saavedra y Bruno González García (vocales del Atlético Club), Guillermo Wyttenbach (vocal del Real Club Victoria), Manuel Hernández Sánchez (vocal del Arenas Club) y Juan Moran de la Nuez (vocal de C.D. Gran Canaria). La nueva sede quedó fijada en la Plazoleta Luis Antunez, anterior sede del Club Deportivo Gran Canaria, quien donó su local social, con todos sus trofeos, al club.
El 1 de septiembre se envió una carta redactada por Lázaro Guerra Pérez al Ayuntamiento de Las Palmas de Gran Canaria, para solicitar los colores y el escudo de la ciudad.

Don José Del Río Amor, mayor de edad y de esta vecindad, obrando en concepto de Presidente de la Comisión Gestora del Club "Unión Deportiva Las Palmas" a esa Excma. Corporación que permite exponer:

Que por acuerdo de los cinco equipos que componen la Primera Categoría Regional, dependientes de la Federación Regional de Fútbol de Las Palmas de Gran Canaria, se ha hecho con permiso de fusión de los mismos al objetivo de que, agrupados en uno sólo todo su potencial económico y deportivo, incorporar ese potente Club a las competiciones de fútbol de categoría nacional.
Igualmente y por acuerdo unánime de los equipos fusionados el nombre del mismo es "Unión Deportiva Las Palmas" y que, tanto los colores como el escudo de los equipos resultantes de esta fusión sean los de esta ciudad; pero para que esto último pueda llevarse legalmente, se hace necesario que esa Excma. Corporación dé su aprobación al respecto, por ello es por lo que suplica a esa Excma. Corporación que, habiendo por presentado este escrito, se digne a autorizar al citado Club "Unión Deportiva Las Palmas" a utilizar el escudo de esta ciudad, orlando con el nombre de este Club y los emblemas de los cinco equipos fusionados.
Es gracia que espera de esa Excma. Corporación, cuya vida Dios guarde muchos años.

Las Palmas de Gran Canaria, a 1 de septiembre de 1949.
Don José Del Río Amor, Presidente de la Comisión Gestora de la U.D. Las Palmas.

### Los primeros años (1949-1964)
Tras su creación, el equipo empezó a jugar en 1949, con una selección de los mejores jugadores de los primeros clubes fundadores. El viernes 16 de septiembre tuvo lugar el primer entrenamiento bajo la dirección técnica de Pancho Arencibia. El 9 de octubre de 1949, la UD Las Palmas disputó su primer partido en el que se enfrentó al Marino F.C., al que venció por 2-1.
La historia de la U. D. Las Palmas comenzó de forma brillante en su primera temporada oficial, donde una 2.ª posición en la liguilla de ascenso a la Segunda División le permitió alcanzar la categoría de plata del fútbol español. La liguilla de ascenso le enfrentó, entre otros, al C. D. Tenerife, al que logró ganar en las dos ocasiones (1-2 en Tenerife y 1-0 en Gran Canaria). La temporada 1950-51 obtuvo la 3.ª posición en el campeonato de la Segunda División española, y quedó 1.º en la liguilla de ascenso a la Primera División española. Durante la temporada regular ganó 15 partidos, empató 1 y perdió 12. En la liguilla de ascenso se enfrentó al Zaragoza, C. D. Málaga, Real Murcia, C. D. Sabadell y U. D. Salamanca. Ganó 8 partidos y perdió 2.
La temporada 1951-52 supuso el estreno del equipo en la Primera División, dos años después de su fundación. El equipo consiguió 9 victorias, 4 empates y 17 derrotas, quedando relegado a la penúltima posición (15.ª) y descendiendo de categoría. Al año siguiente (1952-53) quedó encuadrado en el Grupo II de la Segunda División, donde obtuvo la 3.ª posición, faltándole dos puntos para acceder a uno de los puestos de promoción. Obtuvo 16 victorias, 3 empates y 11 derrotas. En la temporada 1953-54 el equipo acabó campeón del grupo, y logró el ascenso directo con un punto de ventaja (39) sobre el Hércules de Alicante Club de Fútbol y el C. D. Málaga. Ganó 16 partidos, empató 7 y perdió otros 7. El año 1951 también quedó marcado en la historia del club por la inauguración del Estadio Insular, tras la compra, reforma y cambio de nombre del Estadio de Las Palmas por parte del Cabildo de Gran Canaria durante la presidencia de Matías Vega Guerra. El aforo quedó fijado en 22 000 localidades. El Estadio Insular se estrenó el 9 de septiembre de 1951, en el debut liguero de la U. D. Las Palmas en Primera División frente al Real Madrid.
En la temporada 1955-56 el equipo logra terminar la primera vuelta del campeonato en 3.ª posición, pero los resultados no se mantienen y acaban peleando por no descender. En la temporada 1956-57 regresan para jugar dos reconocidos jugadores que ficharon por el Atlético de Madrid antes de la creación de la U. D. Las Palmas para jugar con los amarillos: Alfonso Silva y Rafael Mújica. Con la temporada 1957-58 comenzada, la afición de la U. D. Las Palmas pudo ver a Luis Molowny vestir la camiseta amarilla, debutando el 22 de diciembre frente al Sevilla, y anotando un gol en la victoria amarilla por 4-1. Tan solo jugó 3 partidos, porque se convierte en entrenador del equipo esa misma temporada. En la temporada 1958-59 tuvo que jugar la promoción por la permanencia, y logró salvar la categoría tras vencer al Levante U. D. en Valencia por 1-2 y empatar (1-1) en el Estadio Insular. La temporada 1959-60 supuso el descenso del equipo a la Segunda División, quedando en último lugar de la clasificación.
El retorno a Segunda División inició un periodo de 4 años por la 2.ª categoría del fútbol español. El equipo acabaría 5.º (1961), 4.º (1962), 3.º (1963) y 1.º (1964), posiciones alcanzadas en el Grupo II de esta división.
Durante este periodo entrenaron al equipo Francisco Martín Arencibia (1949-1950), Nicolás Martinón (1950), Jesús Navarro Mazzotti (1950; 1953-1954; 1959), Carmelo Campos (1950), Arsenio Arocha (1950-1951), Luis Valle, (1951; 1951-1952), Patricio Caicedo (1952-1953), Satur Grech (1953-1957), José Ignacio Urbieta (1957), Luis Molowny (1957-1959), Baltasar Albéniz (1958-1959), Marcel Domingo (1959-1960), Casimiro Benavente (1960-1961), Paco Campos (1961-1962), Rosendo Hernández (1962-1963) y Vicente Dauder (1963-1966). Los presidentes durante esta época fueron José del Río Amor (1949-1950), Eufemiano Fuentes Díaz (1950-1955), Luis Navarro Carló (1955-1957), Ramón Naranjo Hermosilla (1957-1958), Cecilio López Pérez (1958-1959) y Juan Trujillo Febles (1959-1974).
Al final de este periodo el equipo comienza a fichar por primera vez a jugadores no canarios, y empiezan a despuntar algunos jugadores de la cantera, como Juanito Guedes, Paco Castellano, Tonono o José Manuel León, entre otros, junto a la llegada de algunos jugadores procedentes de otras islas, como Gilberto I o Gilberto II.

### Los años dorados (1964-1983)
1964 será el comienzo del periodo más exitoso de la Unión Deportiva Las Palmas en toda su historia, donde logró jugar ininterrumpidamente en Primera División durante 19 temporadas. Durante este tiempo el equipo logró un subcampeonato de Liga (1968-69), un 3.º puesto (1967-68), un 4.º puesto (1967-68) y un 5.º puesto (1971-72). Logró la clasificación para la actual Europa League en tres ocasiones (Copa de Ferias 1966-67 y Copa de la UEFA 1971-72 y 1977-78) y fue subcampeón de la Copa del Rey en 1978.
Los dos primeros años (temporadas 1965-66 y 1966-67) se saldaron con una 9.º y una 10.ª posición en la tabla clasificatoria. 
La temporada 1967-68 resultó una de las más importantes de la historia del equipo, alcanzando la 3.ª posición del campeonato de Primera División y quedando a 4 puntos del campeón, el Real Madrid. El jugador José Juan Gutiérrez Déniz, marcó 12 goles (4.º en el Trofeo Pichichi). A pesar del meritorio puesto logrado, tercero, el equipo no acudió a disputar la competición europea: la Copa de Ferias (actual Europa League) puesto que hasta aquel año solo acudían los clubes invitados por la propia competición basándose en bonus históricos. Ese año el equipo acabaría la temporada como el más anotador, con 56 goles, obteniendo por ello el Trofeo Caballero que se otorgaba al club máximo goleador de Primera División. La temporada siguiente (1968-69) la Unión Deportiva Las Palmas alcanzaría su mayor logro deportivo hasta la fecha: el subcampeonato de Primera División, que finalmente acabó en las vitrinas del Real Madrid, con 9 puntos de ventaja. El máximo goleador de esa histórica temporada fue José Manuel León, con 11 goles (4.º en el Trofeo Pichichi). Esta vez sí se clasificó para disputar una competición europea, al cambiar el formato de la misma y clasificarse cada club por méritos propios el año anterior, acudiendo los 2 o 3 mejores equipos de cada Liga siempre y cuando no hubiesen ganado la Liga (acudía a la Copa de Europa) o la Copa del Generalísimo (acudía a la Recopa). La primera experiencia europea del equipo no duraría mucho. La Copa de Ferias le llevó a enfrentarse en primera ronda al Hertha de Berlín, con resultado de 0-0 en el Estadio Insular y derrota en Berlín (1-0).<
La llegada de la década de los 70 supuso la vuelta del equipo a la zona de mitad de tabla, acabando en la 9.ª posición (1970), tras la dimisión del entrenados Luis Molowny en enero de ese año, y en la 14.ª posición (1971). La temporada 1970-71 también tuvo una de las páginas más tristes de la historia del club, al fallecer el 9 de marzo de 1971 Juan Guedes tras una grave enfermedad.

Como jugador no lo voy a descubrir. Para mí y yo he conocido muchos a lo largo de mi carrera deportiva, entra en el capítulo de los excepcionales. Su personalidad, tanto dentro como fuera del terreno del campo, era sencillamente fabulosa. Hasta el punto que todos los jugadores depositaban su confianza en él. Nos dominaba a todos. Estoy profundamente conmovido.
Luis Molowny.

La temporada 1971-72 resultó mucho más exitosa que las dos precedentes, y el equipo obtuvo la 5.ª posición y la clasificación para la Copa de la UEFA del año siguiente, gracias a que el Atlético de Madrid (4.º) se proclamó campeón de la Copa del Rey), y se clasificó para la Recopa. Germán Dévora alcanzó la cifra de 15 goles, (2.ª en el Trofeo Pichichi). Los siguientes años trajeron un periodo menos exitoso que el anterior, alcanzando los puestos 11.º (1972-73 y 1973-74) y 13.ª (1974-75 y temporada 1975-76). El jugador Germán Dévora acabó la temporada 1972-73 con 13 goles (3.º en el Trofeo Pichichi). Ese año el equipo eliminó en Copa de la UEFA a equipos como el Torino FC o el Slovan Bratislava, siendo eliminado en octavos de final por el FC Twente holandés. Un año más tarde la Unión Deportiva Las Palmas ficharía al portero internacional Daniel Carnevali y al defensa Quique Wolff, los primeros argentinos de una notable lista que se mantedría durante la década de los 70.
El final de la temporada 1974-75 supuso un nuevo mazazo para la historia del equipo, al fallecer en el mes de junio el jugador Antonio Afonso Moreno "Tonono" a los 32 años de edad. Había vestido la camiseta amarilla en 439 partidos entre Liga, Copa y Copa de la UEFA. Aquel año llegaría al equipo un nuevo argentino: Carlos Morete. La temporada 1976-77 el equipo logra alcanzar la 4.ª posición. Carlos Morete acabó, con 22 goles, en 2.ª posición de máximos goleadores. El equipo logró la clasificación para la siguiente edición de la Copa de la UEFA.
La temporada 1977-78, que comenzó con la llegada de Miguel Ángel Brindisi, acabaría con el equipo en la 7.ª posición. El argentino Carlos Manuel Morete marcaría 18 goles. Esta temporada el equipo amarillo acabó subcampeón de la Copa del Rey, al perder la final contra el F. C. Barcelona por 3-1 en el estadio Estadio Santiago Bernabéu. El jugador argentino Miguel Brindisi pasará a la historia del club por ser el único jugador que ha marcado un gol en una gran final vistiendo la camiseta amarilla. Además lograría eliminar al Sloboda de Tuzla en primera ronda de la Copa de la UEFA, para posteriormente caer en segunda ronda frente al Ipswich Town inglés. Al siguiente año (temporada 1978-79) el equipo lograría la 6.ª posición en el campeonato nacional, Los goles llevaron acento argentino. Carlos Morete terminaría el año con 16 goles, y Miguel Brindisi con 14.
Las siguientes tres temporadas supondrían un periodo menos brillante, tras la salida de Carlos Morete, Miguel Ángel Brindisi o Daniel Carnevali, donde el equipo fue 11.º (temporada 1979-80) y 15.º (1980-81 y 1981-82), en lo que sería el preludio del fin de los años dorados de la U. D. Las Palmas en el fútbol profesional español. La temporada 1982-83 terminó con 19 años ininterrumpidos del equipo en la Primera División. Tras 34 partidos de Liga el equipo descendió al acabar en la 16.ª posición de la tabla, empatado a puntos con el Valencia C. F., que sí logró salvar la categoría.
Durante este periodo entrenaron al equipo Vicente Dauder (1963-1966), Juan Ochoa (1966-1967), Luis Molowny (1967-1970), Rosendo Hernández (1970-1971), Héctor Rial, (1970-1971), Pierre Sinibaldi, (1971-1975), Heriberto Herrera, (1975-1976; 1982), Roque Olsen (1976-77), Miguel Muñoz (1977-1979), Antonio Ruiz Cervilla (1979-1980), José Manuel León (1980-1981; 1983) y Walter Skocic (1982-1983). En 1959 accedería a la presidencia Juan Trujillo Febles (1959-1974), quien fue el presidente más duradero de la institución (15 años). También fueron presidentes durante este periodo Atilio Ley Duarte (1974-1982) y José de Aguilar Hernández (1982-1984).

### Un equipo en crisis (1983-2010)
Los siguientes 8 años supusieron el contraste entre la alegría por el retorno a Primera División (temporada 1984-85), la tristeza por el descenso a Segunda División (temporada 1987-88) y la desolación por el descenso a 2.º División B (temporada 1991-92). Recuperaría la categoría de plata en la (temporada 1995-96), e incluso ascendería a Primera División en la temporada 1999-2000, descendiendo nuevamente dos años después (temporada 2001-02). 
Tras acabar en 11.ª posición de la Segunda División en la temporada 1983-84 (nunca antes había bajado del 5.º puesto), al año siguiente, el equipo logra el ascenso, proclamándose campeón de Segunda División (temporada 1984-85) por tercera vez en su historia. La alegría duraría 3 años, donde el equipo acabó 13.º (temporada 1985-86), 12.º (temporada 1986-87) y 17.º (temporada 1987-88).
Durante la cambio de década el equipo fue 11.º (temporada 1988-89), 6.º (temporada 1989-90), y 15.º (temporada 1990-91). En la temporada 1991-92 se consumó el descenso, al acabar en última posición (20.º) de la Segunda División. El equipo regresaba a una categoría en la que solo había jugado una vez en su historia, tras su fundación, cuando estaba representada como la Liga Regional, que daba acceso a una liguilla de ascenso a Segunda División.
El descenso a Segunda División B trajo consigo una profunda crisis institucional y deportiva que se prolongaría hasta la (temporada 1995-96), donde el equipo lograría superar la liguilla de ascenso y regresar a la Segunda División. En estos cuatro años el equipo logró clasificarse para la liguilla de ascenso, pero el Hércules C.F., la U.D. Salamanca y el Deportivo Alavés se cruzarían por su camino. Al 4.º intento logró el ansiado ascenso. El regreso a la categoría de plata se saldó con una 7.ª posición (temporada 1996-97). Un año después lograría entrar en la promoción de ascenso a Primera División al acabar 3.º (temporada 1997-98). La promoción la jugaría contra el Real Oviedo, donde la U. D. Las Palmas perdió el partido de ida (3-0) y no pudo remontar en casa (3-1). El Turu Flores marcaría 21 goles, convirtiéndose en el 2.º máximo anotador de Segunda División. La siguiente temporada (1998-99) el equipo alcanzaría la 6.ª posición, quedando a las puertas de poder jugar la promoción de ascenso. La (temporada 1999-00) supuso el tercer campeonato de Segunda División de la Unión Deportiva Las Palmas, y un nuevo ascenso del equipo a la máxima competición nacional tras 12 años.
El regreso a la Primera División resulta positivo, con una 11.ª posición en la tabla clasificatoria (temporada 2000-01) logrando la permanencia con solvencia varias jornadas antes de finalizar la temporada. Nacho González alcanzaría el 6.º puesto del Trofeo Zamora (43 goles en 30 partidos). El año siguiente el equipo no pudo repetir los resultados, y acabó descendiendo al acabar en la 18.ª posición (temporada 2001-02). El descenso del equipo a Segunda División se saldó con un 5.º puesto (temporada 2002-03), pero un año después el equipo acabaría en 20.ª posición (temporada 2003-04), perdiendo así la categoría y volviendo a Segunda División B. Aquella temporada será también recordada porque supuso el adiós del equipo a su único campo conocido: el Estadio Insular, inaugurado con el nombre de Estadio de Las Palmas y ampliado en 1951 con su compra por parte del Cabildo Insular de Gran Canaria. El 29 de junio de 2003 se jugó el último partido frente al Elche C.F. (4-1).
La primera temporada en Segunda División B se saldó con una 7.ª posición (temporada 2004-05) en el Grupo I, siendo la peor clasificación obtenida en Liga en la historia del club. Ganó 17 partidos, empató 9 y perdió 12 en un nuevo emplazamiento: el Estadio de Gran Canaria, propiedad, al igual que el Estadio Insular, del Cabildo Insular de Gran Canaria. La temporada 2005-06 supone el regreso a la Segunda División tras lograr la 3.ª posición y superar las dos eliminatorias de la promoción. Obtuvo en fase regular 18 victorias, 13 empates y 7 derrotas. La primera eliminatoria de la promoción enfrentó a la U. D. Las Palmas contra la Real Sociedad B, a la que superó 1-0 en el partido de ida y pudo aguantar así el 2-1 de la vuelta en San Sebastián. La segunda y definitiva eliminatoria le enfrentó al Club Deportivo Linares, con el que empató fuera (2-2) y acabó superando con un gol del delantero Marcos Márquez (1-0), en el Estadio de Gran Canaria.
En el retorno a la Segunda División el equipo alcanzó la 18.ª posición (temporada 2006-07). Ganó 13 encuentros, empató 12 y perdió 17. La temporada 2007-08 logró la 8.ª posición. Aquel año el equipo obtuvo el mismo número de victorias que de derrotas (15) y empató en 12 ocasiones. La temporada 2008-09 acabó en 18.ª posición. Ganó 10 partidos, empató 17 y perdió 15. El siguiente año (temporada 2009-10) terminó el 17.º puesto. Esa temporada consiguió 12 victorias, 15 empates y 15 derrotas.

### Recuperación y sueños con la Primera División (2010-2015)

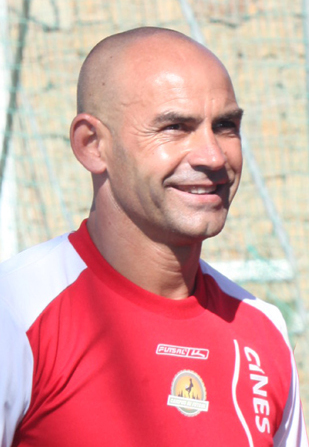
Paco Jémez entrenó a la UD en las primeras 26 jornadas de liga.

En la temporada 2010-11, el equipo empezó en los puestos de play-off hasta acabar luchando por la salvación donde llegó a estar en los puestos de descenso. Cuando el equipo iba en caída libre, Paco Jémez fue destituido en la 26.ª jornada. Entonces llegó al banquillo Juan Manuel Rodríguez y el equipo estuvo en puestos de descenso las tres jornadas siguientes pero a partir de ahí empezó a levantar cabeza quedando en el 15.º puesto.
En la temporada 2011-12, el equipo entrenado por Juan Manuel Rodríguez tuvo una temporada tranquila, merodeando en la zona media de la tabla, llegando a estar en el 4.º puesto en la clasificación pero terminó en el 9.º puesto al finalizar la temporada.
Para la temporada 2012-13 llega al banquillo el aragonés Sergio Lobera, el equipo iba en caída libre pero a partir de la 10.ª jornada el equipo merodeaba en la parte media-alta de la clasificación llegando a estar bastantes veces en el 6.º puesto y así acabó la temporada soñando con Primera después de tanto tiempo. También el equipo jugó la Copa del Rey llegando a octavos, eliminaron al Real Racing Club de Santander por 4-2 en treintaidosavos, eliminaron al Rayo Vallecano por 1-0 en casa y 1-1 fuera, pero fueron eliminados por el Real Betis tras un 1-1 en casa y 1-0 fuera.
En el "play-off" de ascenso, Las Palmas tuvo que jugar con la UD Almería, quedando 1-1 en casa y 2-1 fuera por lo que quedaron eliminados. En esta temporada Víctor Machín Pérez junto con Thievy Bifouma máximos goleadores del equipo.
En la temporada 2013-14 continúa el mismo cuerpo técnico. A partir de la 10.ª jornada entra en los puestos de promoción de forma casi continua hasta el final de la temporada. En Copa del Rey el equipo cae en dieciseisavos de final ante la UD Almería por 1-3 en casa y 0-0 fuera. Faltando dos partidos para el final de la liga regular, se anuncia el despido del técnico Sergio Lobera, siendo sustituido por el exjugador y entrenador del Juvenil C hasta la fecha Josico. El equipo se encontraba en la tercera posición y finalizó la misma en sexta, puesto que le daba derecho a jugar la liguilla de ascenso.
Las Palmas consiguió superar la primera eliminatoria al Sporting de Gijón y se enfrentó en la final ante el Córdoba C. F.. El partido de ida quedó 0-0 y la vuelta, que se jugó en el Estadio de Gran Canaria, quedaron 1-1, y el equipo amarillo no pudo lograr el ascenso. Este último partido quedó marcado por los incidentes ocurridos, con una invasión de campo a minuto y medio del tiempo añadido con un 1 a 0 en el marcador. El árbitro paró el partido durante 9 minutos. Tras la reanudación llegó el definitivo gol del Córdoba.

### La gloria del ascenso y vuelta a Primera (2015- )
El inicio de la temporada 2014-15 estuvo marcada por los acontecimientos de la temporada anterior, vividos como una tragedia en el club y sus aficionados. Josico volvió al filial, el cuerpo técnico encabezado por Juanito Rodríguez y Branko Milovanovic fue sustituido por Nico Rodríguez, proveniente de la A. D. Alcorcón. Este se encargó de confeccionar la plantilla, en cabezada por el nuevo técnico Paco Herrera. 
La plantilla mantuvo el bloque pero sufrió las bajas de varios pesos pesados del año anterior tales como: Barbosa, Aranda, Masoud, Chrisantus, Xabi Castillo o Apoño. Para sustituirlos llegaron Sergio Araujo, Emmanuel Culio, Casto, o los canteranos David Simón y Roque Mesa, entre otros. Con los nuevos mimbres el equipo se instala casi toda la temporada en los puestos de ascenso, incluyendo 23 jornadas como líder. En Copa del Rey el equipo cae en dieciseisavos de final ante la Celta por 2-1 en casa y 3-1 fuera. Hacia la mitad de la segunda vuelta el equipo entra en un bache que lo aleja del ascenso directo, dejándolo en el cuarto puesto al terminar la liga regular, lo que le avocaba a disputar su tercera promoción seguida.
La primera ronda de la eliminatoria de ascenso hubo de disputarse ante el Real Valladolid, quinto clasificado, saldándose a favor de los amarillos gracias al valor doble del único gol marcado por Araujo en el empate cosechado en el José Zorrilla, dado que la vuelta acabó con un empate a cero.
En la final por el ascenso el rival sería el Real Zaragoza, que siendo sexto, eliminó de forma sorpresiva y remontado un 0-3 en la ida, al equipo revelación de la temporada, el Girona FC. El primer partido en la Romareda acabó con un desalentador tres a uno a favor de los maños. La vuelta se disputó el 21 de junio en un estadio de Gran Canaria completamente lleno. Se necesitaban al menos dos goles y el primero de ellos llegó antes del descanso obra de Roque Mesa. El tanto definitivo no llegó hasta el minuto 84 obra de Araujo, el número 25 del argentino en la temporada. La euforia se desató en las gradas y se redobló con el pitido final. Trece años después del último descenso desde primera el club amarillo volvía a la élite del fútbol español.
Tras el partido se sucedieron las celebraciones, con la tradicional visita a la Plaza de España esa misma noche, previo recorrido en guagua descubierta por las calles de la ciudad, ante unos 50 000 seguidores. Al día siguiente el plantel amarillo acudió a Teror para ofrendar la victoria a la patrona de la isla la Virgen del Pino. Posteriormente volvieron a la capital para recibir el homenaje de las autoridades locales, visitando las sedes de Presidencia del Gobierno de Canarias, Cabildo Insular y Ayuntamiento de Las Palmas de Gran Canaria, de nuevo arropados por cientos de aficionados en un recorrido por las calles de la ciudad que acabó en el Ayuntamiento.
En la temporada 2015-16 la Unión Deportiva Las Palmas afrontó por 32ª ocasión la Primera División de España al mando de nuevo de Paco Herrera, que había renovado una temporada más. Sin embargo los resultados iniciales fueron flojos y tras la disputa de la octava jornada Paco es sustituido por Quique Setién. Tras un inicio dubitativo con Setién, en los que el equipo se mantiene en los puestos de descenso, en la segunda vuelta se produce la reacción en juego y resultados, incluyendo un récord histórico de victorias a domicilio. La escalada en la tabla y permite asegurar la permanencia en la jornada 35.
Setién renovó por un año y comienza la temporada siguiente de forma fulgurante, llegando a ser líderes en una jornada y despertando críticas elogiosas. Sin embargo la segunda vuelta es decepcionante, y tras una negociación convulsa, Setién rechaza la renovación y el rendimiento cae alarmantemente, para finalizar en el puesto 14.

## Jugadores

### Goleadores históricos
| #    | Jugador        | Goles |
| ---- | -------------- | ----- |
| 1.º  | Germán Dévora  | 119   |
| 2.º  | Carlos Morete  | 99    |
| 3.º  | Orlando Suárez | 97    |
| 4.º  | Coke Contreras | 92    |
| 5.º  | Juani Castillo | 80    |
| 6.º  | Gilberto I     | 73    |
| 7.º  | Marcos Márquez | 73    |
| 8.º  | Luiso Saavedra | 67    |
| 9.º  | Mamé León      | 67    |
| 10.º | Pepe Juan      | 61    |

- Se incluyen jugadores de todas las épocas y dianas en todas las competiciones oficiales nacionales y continentales.[47]

## Entrenadores
- 1949-1950: Pancho Arencibia
- 1950: Nicolás Martinón
- 1950: Navarro Mazzotti
- 1950: Carmelo Campos
- 1950-1951: Arsenio Arocha
- 1951-1952: Luis Valle
- 1952-1953: Patricio Caicedo
- 1953-1954: Navarro Mazzotti
- 1954-1957: Satur Grech
- 1957: José Ignacio Urbieta
- 1957-1958: Luis Molowny
- 1958-1959: Baltasar Albéniz
- 1959: Luis Molowny
- 1959-1960: Marcel Domingo
- 1960-1961: Casimiro Benavente
- 1961-1962: Paco Campos
- 1962-1963: Rosendo Hernández
- 1963-1966: Vicente Dauder
- 1966-1968: Juan Ochoa
- 1968-1970: Luis Molowny
- 1970: Rosendo Hernández
- 1970-1971: Héctor Rial
- 1971-1975: Pierre Sinibaldi
- 1975-1976: Heriberto Herrera
- 1976-1977: Roque Olsen
- 1977-1979: Miguel Muñoz
- 1979-1980: Antonio Ruiz
- 1980-1982: José Manuel León
- 1982: Heriberto Herrera
- 1982-1983: Walter Skocic
- 1983: José Manuel León
- 1983-1984: Héctor Núñez
- 1984: Germán Dévora
- 1984-1985: Roque Olsen
- 1985-1986: Pepe Alzate
- 1986: Ruiz Caballero
- 1986-1987: Ferenc Kovács
- 1987-1988: Germán Dévora
- 1988: Roque Olsen
- 1988-1989: Álvaro Pérez
- 1989-1990: Paquito García Gómez
- 1990-1991: Manolo Cardo
- 1991: Miguel Ángel Brindisi
- 1991-1992: Roque Olsen
- 1992: Benito Joanet
- 1992-1993: Álvaro Pérez
- 1993-1994: Iñaki Sáez
- 1994: Marco Antonio Boronat
- 1994-1995: Paco Castellano
- 1995: Iñaki Sáez
- 1995-1996: Pacuco Rosales
- 1996: Ángel Cappa
- 1996-1997: Paco Castellano
- 1997-1998: Mariano García Remón
- 1998-1999: Paco Castellano
- 1999: Juan Antonio Quintana Nieves
- 1999-2001: Sergio Kresic
- 2001-2002: Fernando Vázquez
- 2002-2003: Josu Uribe
- 2003-2004: Juan Manuel Rodríguez
- 2004: David Vidal
- 2004: Henri Stambouli
- 2004: Tino Luis Cabrera
- 2004-2005: David Amaral
- 2005: Carlos Sánchez Aguiar
- 2005-2006: Josip Višnjić
- 2006: Juanito Rodríguez
- 2006: Carlos Sánchez Aguiar
- 2006-2007: Juanito Rodríguez
- 2007-2008: Juan Manuel Rodríguez
- 2008: Javier Vidales
- 2009: Paco Castellano
- 2009-2010: Sergio Kresic
- 2010-2011: Paco Jémez
- 2011-2012: Juan Manuel Rodríguez
- 2012-2014: Sergio Lobera
- 2014: Josico
- 2014-2015: Paco Herrera
- 2015-2017: Quique Setién
- 2017: Manolo Márquez
- 2017: Pako Ayestarán
- 2017: Paquito Ortiz
- 2018: Paco Jémez
- 2018: Manolo Jiménez
- 2018: Paco Herrera
- 2019-2022: Pepe Mel
- 2022-2024: Francisco Javier García Pimienta
- 2024: Luis Carrión
- 2024-2025: Diego Martínez
- 2025-: Luis García

## Presidentes
- 1949 José del Río Amor
- 1950 Eufemiano Fuentes Díaz
- 1955 Luis Navarro Carló
- 1957 Ramón Naranjo Hermosilla
- 1958 Cecilio López Pérez
- 1959 Juan Trujillo Febles
- 1974 Atilio Ley Duarte
- 1982 José Aguilar Hernández
- 1984 Domingo Ponce Arencibia
- 1988 Fernando Arencibia Hernández
- 1989 Gonzalo Medina Ramos
- 1992 Luis Sicilia García
- 1994 Fernando Arencibia Hernández
- 1995 Adrián Déniz Marrero
- 1997 Germán Suárez Domínguez
- 1998 Ángel Luis Tadeo Tejera
- 1999 Manuel García Navarro
- 2001 Luis Sicilia García
- 2002 Luis González Rodríguez
- 2003 Ricardo Ríos Martín
- 2003 Manuel García Navarro
- 2005 Miguel Ángel Ramírez Alonso

## Selección española
6 jugadores de la U. D. Las Palmas han sido convocados por la selección española a lo largo de su historia. Además, España ha jugado en el campo del equipo 2 partidos oficiales (clasificatorios para el Mundial 1970 y la Eurocopa 2008) y 4 amistosos. 4 fueron en el Estadio Insular (1944-2003) y 2 en el Estadio de Gran Canaria (desde 2004).

### Jugadores
El primero fue Antonio Afonso Moreno "Tonono". Debutó en Praga el 1 de octubre de 1967 frente a Checoslovaquia (0-1). Jugó 21 partidos más, siendo su última participación con la camisa roja el 10 de octubre de 1972 en el Estadio Insular. Fue la primera vez que España jugaba en las Islas Canarias.
El 2 de mayo de 1968 debutaron 3 jugadores en un partido amistoso frente a Suecia: Paco Castellano, Juanito Guedes y Germán Dévora. El encuentro, jugado en Malmoe, acabó 1-1 con gol de Paco Castellano en el minuto 72 que significaba el empate. Juanito Guedes y el propio Castellano vistieron la camiseta de España una vez más, frente a las cinco internacionalidades alcanzadas por Germán Dévora.
Martín Marrero debutaría en Lieja el 23 de febrero en un partido decisivo en la clasificación para la Copa Mundial de Fútbol de 1970. La derrota 2-1 frente a Bélgica dejó a los españoles fuera del mundial. Marrero jugaría 4 partidos con la selección española.
La lista la cierra Felipe Martín, quien disputó 3 partidos con España. Debutó el 29 de febrero de 1978, en Gijón, frente a Noruega (3-0), en un partido amistoso.

### Partidos en Gran Canaria
El primer partido oficial que jugó España en el campo de la U. D. Las Palmas fue el 19 de octubre de 1972 frente a Yugoslavia, en el Estadio Insular. El partido, primero de la fase de clasificación para el mundial de Alemania 1974 acabó con 2-2. Inauguraría el casillero Amancio para España (30'), pero los balcánicos le darían la vuelta al marcador con dos goles de Bajevic (52' y 60'). En el minuto 90' Asensi lograba el empate.
El segundo partido fue un amistoso el 22 de enero de 1986 contra la Unión Soviética. Supuso la primera victoria del equipo español, al ganar 2-0 con goles de Julio Salinas (24') y Eloy.
El tercer partido se jugó el contra México el 17 de enero de 1993, en un partido amistoso que acabó 1-1. Marcaría primero México, con gol de Suárez (45'), y España empataría por obra de Toni (71').
El cuarto partido fue un 7 de noviembre de 1996, donde España se impuso a Noruega con gol de Kiko (44'). Fue el último partido de la selección nacional en el Estadio Insular
El quinto partido se jugó en el Estadio de Gran Canaria, un 18 de agosto de 2004, donde los españoles se enfrentaron a Venezuela en partido amistoso. Ganó España 3-2 con goles de Tamudo (56' y 66') y Morientes (40'). Por Venezuela anotaron Rojas (45') y Castelin (62')
El 6.º y último partido que ha jugado hasta la fecha la selección española en el campo de juego de la U. D. Las Palmas se disputó un 21 de noviembre de 2007, en partido oficial para la clasificación de la Eurocopa 2008 (Austria y Suiza) ante Irlanda del Norte. El partido acabó con un 1-0 con gol de Xavi Hernández (52').

## Filmografía
- Vídeo sobre el primer ascenso de la U. D. Las Palmas en Primera División en español.
- Documental TVE (28-5-2013), «Conexión Vintage - 'Históricos del balompié: UD Las Palmas'» en RTVE.es
- Vídeo póstumo sobre Juanito Guedes en español.
- Vídeo sobre la final de la Copa del Rey de 1978 en español.